# Laneuveville-devant-Bayon
Laneuveville-devant-Bayon é uma comuna francesa na região administrativa de Grande Leste, no departamento de Meurthe-et-Moselle. Estende-se por uma área de 5,75 km². Em 2010 a comuna tinha 232 habitantes (densidade: 40,3 hab./km²).